# سوپر میت بوی
«گوشت‌پسر فوق‌العاده» (انگلیسی: Super Meat Boy) یک بازی ویدئویی در سبک سکوبازی است که توسط استودیو مایکروسافت و در سال ۲۰۱۰ و در پلت‌فرم‌های مایکروسافت ویندوز و اواس ده منتشر شده است.